# Calliphora ruficornis
Calliphora ruficornis är en tvåvingeart som först beskrevs av Macquart 1851.  Calliphora ruficornis ingår i släktet Calliphora och familjen spyflugor. Inga underarter finns listade i Catalogue of Life.